# Joseph Nemours Pierre-Louis

Joseph Nemours Pierre-Louis

Joseph Nemours Pierre-Louis (* 24. Oktober 1900 in Cap-Haïtien; † April 1966 in Port-au-Prince) war ein haitianischer Politiker und Präsident von Haiti.

## Leben
Pierre-Louis, der Studien der Physik und Rechtswissenschaften absolvierte, war zunächst Physiklehrer am Lycée Philippe Guerrier. Nach einer Tätigkeit als Professor der Rechtswissenschaften war er von 1928 bis 1937 Richter am Stadtgericht von Cap-Haïtien.
Nach der Revolution vom Januar 1946 wurde er erst zum Senator gewählt und danach zum Präsidenten des Obersten Gerichts (Cour Suprême) berufen.
Nach der Flucht von Paul Eugène Magloire wurde er von diesem in einer Rundfunkansprache am 12. Dezember 1956 aufgrund der Verfassung zum amtierenden Präsidenten von Haiti berufen.
In einer ersten Rundfunkansprache versprach er die Durchführung von Wahlen für April 1957 und ordnete die Freilassung des früheren Präsidentschaftskandidaten und wohlhabenden Plantagenbesitzers Louis Déjoie und anderer politischer Gefangener an. Anfang Januar 1957 ordnete er die Beschlagnahmung und Durchsuchung von Besitztümern von Präsident Magloire an.
Das Amt des Präsidenten behielt er bis zu seiner Ablösung durch Franck Sylvain am 7. Februar 1957.